# Butler (Pensylwania)
Butler – miasto w Stanach Zjednoczonych, w stanie Pensylwania, w hrabstwie Butler.

## Historia
13 lipca 2024 w tym mieście podczas wiecu wyborczego Donalda Trumpa doszło do zamachu na jego osobę.